# Československá basketbalová liga 1967-1968
La Československá basketbalová liga 1967-1968 è stata la 40ª edizione del massimo campionato cecoslovacco di pallacanestro maschile. La vittoria finale è stata ad appannaggio dello Spartak ZJŠ Brno.

## Risultati

### Stagione regolare
|     | Squadra               | G  | V  | P  | PF   | PS   | Pt. | Qualificazione |
| --- | --------------------- | -- | -- | -- | ---- | ---- | --- | -------------- |
| 1.  | Spartak ZJŠ Brno      | 32 | 30 | 2  | 3065 | 2487 | 62  |                |
| 2.  | Slavia VŠ Praga       | 32 | 26 | 6  | 2981 | 2340 | 58  |                |
| 3.  | Sparta ČKD Praga      | 32 | 19 | 13 | 2462 | 2322 | 51  |                |
| 4.  | Dukla Olomouc         | 32 | 17 | 15 | 2534 | 2509 | 49  |                |
| 5.  | Slávia VŠ Bratislava  | 32 | 16 | 16 | 2427 | 2383 | 48  |                |
| 6.  | Iskra Svit            | 32 | 16 | 16 | 2367 | 2437 | 48  |                |
| 7.  | Tatran Ostrava        | 32 | 18 | 14 | 2504 | 2441 | 50  |                |
| 8.  | Slovan Bratislava     | 32 | 13 | 19 | 2305 | 2541 | 45  |                |
| 9.  | Spartak Metra Blansko | 32 | 13 | 19 | 2242 | 2448 | 45  |                |
| 10. | Pardubice             | 32 | 11 | 21 | 2340 | 2593 | 43  | retrocesse     |
| 11. | Bohemians ČKD Praga   | 32 | 7  | 25 | 2029 | 2404 | 39  | retrocesse     |
| 12. | Baník Prievidza       | 32 | 6  | 26 | 2415 | 2759 | 38  | retrocesse     |

| Československá basketbalová liga 1967-1968 |
| ------------------------------------------ |
| Spartak ZJŠ Brno 13º titolo                |

## Formazione vincitrice
| N° | Naz.                      | Ruolo | Sportivo           |  | Alt. |  |
| -- | ------------------------- | ----- | ------------------ |  | ---- |  |
|    | Cecoslovacchia (bandiera) |       | František Konvička |  | 192  |  |
|    | Cecoslovacchia (bandiera) |       | Vladimír Pištělák  |  | 189  |  |
|    | Cecoslovacchia (bandiera) |       | Zdeněk Bobrovský   |  | 186  |  |
|    | Cecoslovacchia (bandiera) | A     | Jan Bobrovský      |  | 200  |  |
|    | Cecoslovacchia (bandiera) | P     | Robert Mifka       |  |      |  |
|    | Cecoslovacchia (bandiera) | A     | Jiří Pospíšil      |  | 200  |  |
|    | Cecoslovacchia (bandiera) |       | Tomáš Jambor       |  |      |  |
|    | Cecoslovacchia (bandiera) |       | Vlastimil Cvrkal   |  |      |  |
|    | Cecoslovacchia (bandiera) |       | Zdeněk Vlk         |  |      |  |
|    | Cecoslovacchia (bandiera) |       | Bílý               |  |      |  |
|    | Cecoslovacchia (bandiera) |       | Kovařík            |  |      |  |
|    | Cecoslovacchia (bandiera) |       | Ivan Bobrovský     |  |      |  |
|    | Cecoslovacchia (bandiera) |       | Novický            |  |      |  |
|    | Cecoslovacchia (bandiera) |       | Ballon-Mierný      |  |      |  |
|    | Cecoslovacchia (bandiera) |       | Zanáška            |  |      |  |
|    | Cecoslovacchia (bandiera) | All.  | Ivan Mrázek        |  |      |  |

## Fonti
- Ing. Pavel Šimák: Historie československého basketbalu v číslech (1932-1985), Basketbalový svaz ÚV ČSTV, květen 1985, 174 stran
- Ing. Pavel Šimák: Historie československého basketbalu v číslech, II. část (1985-1992), Česká a slovenská basketbalová federace, březen 1993, 130 stran
- Juraj Gacík: Kronika československého a slovenského basketbalu (1919-1993), (1993-2000), vydáno 2000, 1. vyd, slovensky, BADEM, Žilina, 943 stran
- Jakub Bažant, Jiří Závozda: Nebáli se své odvahy, Československý basketbal v příbězích a faktech, 1. díl (1897-1993), 2014, Olympia, 464 stran